# Solenn Colléter
Solenn Colléter est une romancière française née à Paris en 1974.

## Biographie
Solenn Colléter, ingénieur en aéronautique, publie, à l'âge de 33 ans, son premier roman Je suis morte et je n'ai rien appris, un roman policier sur le bizutage qui s'inspire de son expérience personnelle en classes préparatoires parisiennes. Elle obtient de nombreux prix pour ce livre, comme le Prix des lycéens ou le prix du premier roman.
En 2015, elle obtient le Prix de l'Embouchure récompensant des polars de la région Sud-ouest pour son roman La semaine des Sept Douleurs.

## Œuvres
- La Semaine des Sept Douleurs : évangile noir dans la ville rose, Gudensberg-Gleichen (Allemagne)/Paris, Wartberg, 2014, 410 p. (ISBN 978-3-8313-2822-2)
- Je suis morte et je n'ai rien appris : roman, Paris, Albin Michel, 2007, 359 p. (ISBN 978-2-226-17960-9)
- Lettres de sang sur la côte sauvage, Quimper, Alain Bargain, 2005, 541 p. (ISBN 978-2-914532-66-2)